# Адлер, Стивен (журналист)
Стивен Адлер (род. 4 февраля 1955, Нью-Йорк, Нью-Йорк) — американский журналист, был главным редактором «Рейтер» с 2011 по 2021 год.
Стивен Адлер родился в 1955 году. Окончил Гарвардский университет в 1977 году и Гарвардскую школу права в 1983 году.

## Карьера
Он начал свою карьеру в качестве репортера Тампа Таймс и Демократа Таллахасси. Затем работал в нескольких изданиях, в том числе c 1998 года в The Wall Street Journal. В 1998 году он был также назначен помощником, а в 2000 году — заместителем главного редактора.
С 2005 по 2009 год Адлер был главным редактором BusinessWeek, который (с учетом веб-версии) за это время выиграл более 100 различных наград.
В 2010 году Адлер в качестве старшего вице-президента и редакционного директора присоединился к Thomson Reuters. В 2011 году он стал главным редактором Reuter News и исполнительным вице-президентом Thomson Reuters, а затем президентом и главным редактором Reuters, на посту которого оставался до апреля 2021 года, когда его сменила Алессандра Галлони.